# Ptilinopus huttoni
El tilopo de Rapa o tilopo de Hutton (Ptilinopus huttoni) es una especie de ave columbiforme de la familia Columbidae endémica de la isla de Rapa, en la Polinesia Francesa.

## Descripción
El tilopo de Rapa mide alrededor de 31 cm de largo, más grande y con la cola más larga que la mayoría de los tilopos. Su plumaje es principalmente verde, con la cabeza, cuello y pecho de color gris azulado claro, aunque presenta manchas de intenso rosado en la frente, parte frontal del píleo y la parte inferior del pecho. Su vientre y la punta de la cola son amarillos. También son amarillos su pico y el iris de sus ojos. Sus patas son rojas.

## Distribución y conservación
Se encuentra únicamente en los bosques húmedos de la pequeña isla de Rapa. Por encontrarse la totalidad de su reducida población confinada en una única isla se cataloga como especie vulnerable. Sus principales amenazas son la pérdida de hábitat causada por el ganado y los incendios, y la depredación de los gatos y las ratas polinesias.